# Michael Kunczik
Michael Kunczik (* 1. März 1945 in Colditz; † 29. März 2018) war ein Professor am Institut für Publizistik der Johannes Gutenberg-Universität Mainz.

## Akademischer Werdegang
Kunczik wurde 1945 in Colditz/Sachsen geboren. Er studierte Wirtschafts- und Sozialwissenschaften in Köln und erlangte 1971 sein Diplom als Volkswirt. Er promovierte 1974 in Köln und habilitierte 1982 in Bonn. Von 1972 bis 1974 war er wissenschaftlicher Assistent am Forschungsinstitut für Soziologie der Universität Köln. Ab 1975 arbeitete Kunczik als Akademischer Rat am Seminar für Soziologie, Rheinische Friedrich-Wilhelms-Universität Bonn. 1980/81 war er Lehrbeauftragter am Institut für Publizistik der Universität Münster. 1983/84 erhielt er eine Vertretungsprofessur in Mainz, 1984 eine Gastprofessor an der Freien Universität Berlin. Eine Vertretungsprofessur an der Universität Hohenheim im Sommersemester 1986 und Sommersemester 1987 folgten. 1987 wurde Michael Kunczik als Universitätsprofessor ans Institut für Publizistik der Johannes-Gutenberg-Universität Mainz berufen. Hier lehrte und forschte er rund 23 Jahre bis zu seiner Emeritierung im Jahr 2010. Kunczik beschäftigte sich hauptsächlich mit Theorien und Konzepten sowie der Geschichte der Öffentlichkeitsarbeit und mit Public Relations. Einen weiteren Schwerpunkt seiner wissenschaftlichen Arbeit bildete die Krisen-PR und die PR von Staaten und internationalen Organisationen. Einen Namen hat er sich zudem in der Vergangenheit auch in der Medienwirkungsforschung gemacht.
Kunczik verwendete die Begriffe Propaganda und PR synonym. Diese Sichtweise ist umstritten. Für Kunzcik dagegen war, solange keine klare Trennung zwischen beiden Begriffen erfolgen kann, die synonyme Verwendung nicht nur legitim, sondern wissenschaftlich notwendig.

## Mitgliedschaften
- Seit 1988 Central Council der Worldview International Foundation, Colombo.
- Beirat Medienerziehung und Medienforschung der Bertelsmann-Stiftung
- Editorial Advisory Board des Journal of International Communication.

## Veröffentlichungen (Auswahl)
- Geschichte der Öffentlichkeitsarbeit in Deutschland. Böhlau, Köln u. a. 1997, ISBN 3-412-04997-2, (Public Relations 4), Inhalt (PDF; 144 kB).
- Public Relations. Konzepte und Theorien. Konzepte und Theorien. 4. völlig überarbeitete Auflage. Böhlau, Köln u. a. 2002, ISBN 978-3-8252-2277-2, (UTB 2277 Medienwissenschaft ISSN 0340-7225).
- Geschichte der staatlichen Öffentlichkeitsarbeit in Deutschland. In: Miriam Melanie Köhler (Hrsg.): Handbuch Regierungs-PR. Öffentlichkeitsarbeit von Bundesregierungen und deren Beratern. VS Verlag für Sozialwissenschaft, Wiesbaden 2006, ISBN 978-3-531-15192-2, Inhalt (PDF; 95 kB), Abstract (HTML; 25 kB).
- (mit) Zipfel, Astrid: Gewalt und Medien. Ein Studienhandbuch. 5. völlig überarbeitete Auflage. Böhlau, Köln u. a. 2006, ISBN 978-3-8252-2725-8, (UTB 2275 Medienwissenschaft, Kommunikationswissenschaft ISSN 0340-7225), Inhalt (PDF; 130 kB).
- Wirkungen gewalthaltiger Computerspiele auf Jugendliche. In: Freiwillige Selbstkontrolle Fernsehen (FSF) e. V. (Hrsg.): tv diskurs 62, 4/2012, Berlin 2012, Volltext (PDF; 176 kB).